# Lucapa
Lucapa est une ville de la province de Lunda Nord, située dans le Nord-Est de l'Angola. Elle a été la capitale de la province à sa création en 1978 avant d'être remplacée par Dundo en 1997.
Il est difficile d'estimer sa population car elle a beaucoup varié au cours des quinze  dernières années en raison de la guerre civile et des déplacements subséquents.
L'extraction de diamants est l'industrie la plus importante de la ville, comptant plusieurs milliers d'employés.